# Orthobunyavirus
Het orthobunyavirus is een genus van de Bunyaviridaefamilie. 
Het geslacht is het meest divers in Afrika, Australië en Oceanië, maar komt bijna wereldwijd voor. De meeste orthobunyavirus soorten worden overgebracht door muggen en veroorzaken veeziektes. Een aantal soorten, waaronder het California encephalitisvirus en het La Crossevirus kunnen ook hersenontsteking veroorzaken bij mensen. 

## Soorten
- Acaravirus
- Akabanevirus
- Alajuelavirus
- Anopheles-A virus
- Anopheles-B virus
- Bakauvirus
- Batamavirus
- Benevidesvirus
- Bertiogavirus
- Bimitivirus
- Botambivirus
- Bunyamweravirus
- Bushbushvirus
- Bwambavirus
- California encephalitisvirus
- Capimvirus
- Caraparuvirus
- Catuvirus
- Estero Realvirus
- Gamboavirus
- Guajaravirus
- Guamavirus
- Guaroavirus
- Kaeng Khoivirus
- Kairivirus
- Koongolvirus
- Kowanyamavirus
- La Crossevirus
- M'Pokovirus
- Madridvirus
- Main Drainvirus
- Manzanillavirus
- Maritubavirus
- Minatitlanvirus
- Nyandovirus
- Olifantsvleivirus
- Oribocavirus
- Oropouchevirus
- Patoisvirus
- Sathuperivirus
- Schmallenbergvirus[1]
- Shamondavirus
- Shunivirus
- Simbuvirus
- Tacaiumavirus
- Tahynavirus
- Tetevirus
- Thimirivirus
- Timboteuavirus
- Turlockvirus
- Wyeomyiavirus
- Zeglavirus